# Mycalesis volsina
Mycalesis volsina är en fjärilsart som beskrevs av Hans Fruhstorfer 1911. Mycalesis volsina ingår i släktet Mycalesis och familjen praktfjärilar. Inga underarter finns listade i Catalogue of Life.